# باشگاه فوتبال ای‌اف‌سی ویمبلدون
باشگاه فوتبال ای‌اف‌سی ویمبلدون (به انگلیسی: AFC Wimbledon) یک باشگاه فوتبال در شهر کینگستون اپون تیمز، کشور انگلستان است که در سال ۲۰۰۲ میلادی تأسیس شده‌است. این تیم اکنون در لیگ دو فوتبال انگلستان    (سومین رده در نظام لیگ‌های فوتبال انگلیس پس از لیگ برتر و چمپیونشیپ، لیگ یک فوتبال انگلستان ) حضور دارد و زمین خانگی آنها، مشترکاً با باشگاه باشگاه فوتبال کینگستونیان، در کینگزمدو قرار دارد.
باشگاه ای‌اف‌سی ویمبلدون را هواداران باشگاه فوتبال ویمبلدون در سال ۲۰۰۲ تأسیس کردند. در آن سال اتحادیه فوتبال انگلستان به سهامدار اصلی باشگاه ویمبلدون اجازه داد که آنرا به میلتون کینز در باکینگهام‌شر (حدود ۹۰ کیلومتری شمال ویمبلدون) منتقل کند. هواداران باشگاه ویمبلدون با این جابجایی مخالف بودند و اعتقاد داشتند که این عمل باعث از بین رفتن سنت و سابقهٔ باشگاه می‌شود. باشگاه فوتبال ویمبلدون در سال ۲۰۰۳ به میلتون کینز منتقل شد و بعدها نام خود را به باشگاه فوتبال میلتون کینز دونز تغییر داد.
پس از این اتفاق، هواداران سابق ویمبلدون باشگاه ای‌اف‌سی ویمبلدون را تأسیس کردند، با این پیمان که همیشه دستکم ۷۵ درصد سهام باشگاه متعلق به هواداران باشد. باشگاه ای‌اف‌سی ویمبلدون در فصل ۲۰۰۲–۲۰۰۳ به نهمین رده در نظام لیگ‌های فوتبال انگلیس وارد شد. در طول سیزده سال آینده، این باشگاه توانست شش بار به ردهٔ بالاتری صعود کند و هم‌اکنون در لیگ یک فوتبال انگلستان حضور دارد. بین فوریه ۲۰۰۳ و دسامبر ۲۰۰۴، باشگاه ای‌اف‌سی ویمبلدون در ۷۸ بازی شکست نخورد که این در تاریخ فوتبال بزرگسالان در انگلیس یک رکورد محسوب می‌شود.
باشگاه فوتبال ای‌اف‌سی ویمبلدون نخستین باشگاه فوتبال تاسیس‌شده در قرن بیست‌ویکم است که توانسته به رده‌های لیگی نظام لیگ‌های فوتبال انگلیس صعود کند.